# 加茂大橋
加茂大橋（かもおおはし）は、新潟県加茂市の信濃川に架かる新潟県道9号長岡栃尾巻線の橋長505.8 m (メートル)の桁橋。東詰側は加茂市加茂新田、西詰側は加茂市前須田に位置する。

## 概要

加茂大橋から信濃川を望む（パノラマ撮影）

加茂大橋は加茂市の信濃川に架かる橋長505.8 mの橋梁であり、約1,700 m下流にある五反田橋の恒常的な交通渋滞の解消と、加茂市街地と国道8号間を結ぶルートの直線化を目的として建設され、前後の区間を合わせた延長約1,500 mが2010年（平成22年）12月4日に開通した。なお、加茂大橋に先行する形で2006年（平成18年）に、左岸側の新潟県道141号白根黒埼線から加茂市と新潟市の境界付近までの約1,530 mが供用開始している。
橋には車道2車線に加え、上流側に歩道が設置されており、加茂市の「越後の小京都」のイメージにあわせ高欄に金色の擬宝珠が計41個飾られている。
- 形式 - 鋼10径間連続少数鈑桁橋
- 橋長 - 505.8 m
  - 支間割 - 37.6 m+38.3 m+6×56.2 m+46.0 m+45.3 m
- 幅員 - 12.0 m
  - 車道 - 8.50 m
  - 歩道 - 3.50 m
- 床版 - 場所打ちPC床版
- 施工 - 横河ブリッジ・横河工事[注釈 1]JV
- 架設工法 - 手延べ送出し工法・自走クレーンベント工法
- 着工 - 2000年度（平成12年度）
- 竣工 - 2009年度（平成21年度）
- 開通 - 2010年（平成22年）12月4日

防錆対策として、ニッケル系高耐候性無塗装を用いている。

## 歴史
- 2000年度（平成12年度） - 着工[4][6]。
- 2010年（平成22年）12月4日 - 供用[2]。